# Elecciones generales de Mauricio de 2014
Las elecciones generales se llevaron a cabo en Mauricio el 10 de diciembre de 2014 y resultaron en una victoria para la coalición Alianza Lepep, que obtuvo 47 de los escaños bajo el liderazgo de Anerood Jugnauth, mientras que la alianza PTR-MMM bajo Navin Ramgoolam solo obtuvo 13 escaños.
El primer ministro Navin Rangoolam perdió su escaño y aceptó la derrota después de que los votantes rechazaron sus propuestas para impulsar los poderes presidenciales. El expresidente y líder de la Alianza Lepep, Anerood Jugnauth, de 84 años, se convirtió en primer ministro de la nación isleña. Alianza Lepep es una coalición liderada por el Movimiento Socialista Militante (MSM) con otros partidos, incluido el Parti Mauricien Social Démocrate (PMSD) y el Muvman Liberater (ML).